# Greers Ferry
Greers Ferry is een plaats (city) in de Amerikaanse staat Arkansas, en valt bestuurlijk gezien onder Cleburne County.

## Demografie
Bij de volkstelling in 2000 werd het aantal inwoners vastgesteld op 930.
In 2006 is het aantal inwoners door het United States Census Bureau geschat op 969, een stijging van 39 (4,2%).

## Geografie
Volgens het United States Census Bureau beslaat de plaats een oppervlakte van
18,5 km², geheel bestaande uit land. Greers Ferry ligt op ongeveer 184 m boven zeeniveau.

## Plaatsen in de nabije omgeving
De onderstaande figuur toont nabijgelegen plaatsen in een straal van 32 km rond Greers Ferry.